# Michail Antonio
Michail Gregory Antonio (né le 28 mars 1990 à Wandsworth (Royaume-Uni) est un footballeur international jamaïcain.

## Biographie
En octobre 2008, Michail Antonio, jeune joueur de 18 ans, signe un contrat de deux ans avec Reading. Il vient du club amateur de Tooting & Mitcham United, évoluant en septième division anglaise, club où il avait révélé des qualités de buteur (4 buts en 6 matchs).
L'année suivante, il est prêté successivement à plusieurs clubs : son ancien club de Tooting & Mitcham d'abord, puis Cheltenham Town en février 2009, et enfin Southampton en octobre 2009. Satisfait des conditions qui entourent son prêt à Southampton, il est prolongé jusqu'à la fin de la saison.
De retour à Reading en avril 2010, il signe alors une prolongation de contrat pour une année supplémentaire et, quelques mois plus tard, une nouvelle prolongation qui le lie à son club jusqu'en 2013.
Au début de la saison suivante, il est prêté un mois à Colchester United mais reste finalement dans le club trois mois.
Revenu à Reading, il joue quelques matchs avec son club avant d'être prêté à Sheffield Wednesday de février à avril 2012, club de League One (troisième division) avec lequel il parvient à être promu. Durant l'été suivant, il est transféré à Sheffield Wednesday à titre permanent  et y signe un contrat de quatre ans.

### Nottingham Forest
Le 6 août 2014, il quitte les Owls et signe pour Nottingham Forest contre un chèque de 1.5m£, avec un contrat jusqu'en 2017.
Il débute en force la saison, avec quatre buts et cinq passes décisives sur les sept premières journées, ce qui lui vaut d'être nommé pour le titre de Joueur du mois en Championship. Il est titulaire lors des 46 matchs de Championship et termine la saison avec 14 buts et 14 passes, il est ainsi nommé Joueur de la saison de Forest (15 buts et 14 passes décisives en 49 matchs TCC).
Le 11 août 2015, il inscrit un doublé face à Walsall pour le second tour de League Cup (défaite 4-3). Le 15 août, son but permet à Nottingham Forest de s'imposer 2-1 face à Rotherham en championnat.
Son club avait rejeté au début de l'été une offre de West Bromwich pour lui d'un montant de 4m£. Le rival de Forest, Derby County, a également fait une offre du même montant. Fin août, West Ham propose une offre de 4m£ ainsi que le prêt de Matt Jarvis pour la saison. Proposition rejetée par Forest.

### West Ham
Le 1er septembre 2015, dernier jour du mercato estival, il quitte finalement son club pour découvrir la Premier League et rejoindre West Ham contre un chèque estimé à 7m£. Il signe avec les Hammers un contrat jusqu'en 2019 plus deux années en option.
Il fait ses débuts en première division face à Manchester City le 19 septembre pour la sixième journée, où il entre en jeu à la 60e minute (victoire 2-1). Le 28 décembre, il inscrit son premier but pour West Ham et est nommé Homme du match de la victoire 2-1 contre Southampton (19e journée). Le 27 février 2016, il marque l'unique but d'une victoire à domicile contre Sunderland (27e journée). Il célèbre son but en se couchant sur le côté et en tournant en rond, imitant une célébration du personnage des Simpsons Homer Simpson dans l'épisode "Last Exit to Springfield". Pour la 28e journée, il est de nouveau nommé Homme du match et permet aux Hammers de s'imposer 1-0 face à Tottenham en inscrivant l'unique but de la rencontre. Il marque de nouveau pour la 29e journée face à Everton, son but permettant à son équipe de revenir à 1-2 (victoire 3-2). Il termine la saison avec 8 buts et 4 passes décisives en 26 matchs de Premier League (9 buts et 5 passes décisives en 32 matchs TCC). Le 4 juillet, il prolonge son contrat jusqu'en 2020 avec les Hammers.
Il commence la saison au poste d'arrière droit lors des trois premiers  matchs. Contre Chelsea pour la première journée de Premier League le 15 août, il commet une faute qui donne un penalty à Eden Hazard (défaite 2-1). Il ouvre son compteur la journée suivante face à Bournemouth le 21 août (victoire 1-0) à l'occasion du premier match de West Ham dans son nouveau stade. Il marque à nouveau pour la troisième journée face à Manchester City le 28 août (défaite 3-1), puis un doublé lors de la quatrième contre Watford le 10 septembre (défaite 4-2) puis lors de la cinquième journée le 17 septembre contre West Bromwich (défaite 4-2). Le 8 avril 2017, il se blesse face à Swansea pour la 32e journée (victoire 1-0). Touché aux ischios-jambiers, il ne peut disputer les derniers matchs de la saison. Auteur de 9 buts et 5 passes décisives en 29 matchs de Premier League (37 matchs TCC), il est nommé Joueur de la saison de West Ham par les fans. Il récolte 47 %, devant Manuel Lanzini (21 %) et Pedro Obiang (14 %). Le 11 mai, il prolonge son contrat jusqu'en 2021 avec West Ham.
Le 27 avril 2019, il inscrit l'unique but dans la victoire 1-0 face à Tottenham pour la 35e journée. Ce but est le premier inscrit par une équipe visiteuse dans le nouveau stade des Spurs, et il cause la première défaite des visités dans leur nouvelle antre. Sept jours plus tôt, Antonio avait déjà ouvert le score face à Leicester pour la 34e (match nul 2-2). Il termine la saison avec six buts et quatre passes décisives en 33 matchs de championnat.
Durant la saison 2019-2020, il est replacé dans l'axe de l'attaque des Hammers, qui devient son poste n°1. Une blessure à l'ischio le tient éloigné des terrains de septembre à fin novembre. Après le restart, il inscrit un but et offre la passe décisive pour la victoire face à Chelsea (3-2, 32e journée). Il termine la saison en trombe avec huit buts sur les huit dernières journées, dont un tonitruant quadruplé face à Norwich le 11 juillet (35e journée, victoire 4-0). Il devient le premier joueur de West Ham à inscrire quatre buts lors d'un même match en Premier League, et le premier TCC des Hammers depuis David Cross contre Tottenham en septembre 1981. Son but lors du match nul 1-1 face à Manchester United lors de la 37e journée permet aux Hammers de se maintenir officiellement en première division. Il termine la saison avec dix buts et trois passes décisives en 24 matchs de championnat, sa meilleure saison sur le plan statistique depuis son arrivée au club.
Le 18 décembre 2020, il prolonge son contrat jusqu'en 2023 avec West Ham. Ses dix buts et cinqpasses décisives en 26 matchs permettent aux Hammers de terminer à la sixième place en Premier League, qualificative pour la prochaine édition d'Europa League.
Le 15 août 2021, il inscrit un but et délivre une passe décisive dans la victoire 4-2 de West Ham sur la pelouse de Newcastle pour la première journée de Premier League. Ce but lui permet d'égaler Paolo Di Canio comme meilleur buteur de l'histoire du club en Premier League avec 47 buts inscrit pour les Hammers. Le 23 août, un doublé face à Leicester pour la deuxième  journée lui permet de prendre seul cette place de meilleur buteur. Pour célébrer son but, il court jusqu'au banc des remplaçants et hisse au-dessus de sa tête un carton de lui, en s'inspirant des acteurs Patrick Swayze et Jennifer Grey dans le film musical Dirty Dancing.
Le 7 janvier 2022, il prolonge avec West Ham jusqu'en 2024.
Le 7 décembre 2024, Antonio est victime d'un grave accident de voiture, lequel pourrait l'obliger à mettre un terme à sa carrière.
Dix ans après son arrivée chez les Hammers, il quitte le club en août 2025.

### Sélection nationale
En 2016, Michail Antonio est appelé pour la première fois avec l'Angleterre par le sélectionneur Sam Allardyce mais ne joue pas une seule minute, ne pouvant donc pas honorer sa première sélection avec son pays.
En février et mars 2021, des médias tels que The Telegraph et Sky Sports révèlent que Michail Antonio a choisi de changer de nationalité sportive et de jouer pour la Jamaïque.
Le 31 août 2021, il est convoqué pour la première fois avec la Jamaïque où il honore sa première sélection six jours plus tard face au Panama (0-3).

## Palmarès
Reading FC
- Championnat d'Angleterre de deuxième division (1)
  - Champion : 2011-2012

 Southampton FC
- Football League Trophy (1)
  - Vainqueur : 2010

 West Ham United
- Ligue Europa Conférence (1)
  - Vainqueur en 2023

## Statistiques détaillées
| Saison                | Club                       | Championnat           | Championnat | Championnat | Coupe nationale | Coupe nationale | Coupe de la Ligue | Coupe de la Ligue | Supercoupe | Supercoupe | Compétition(s) continentale(s) | Compétition(s) continentale(s) | Compétition(s) continentale(s) | Plays-off | Plays-off | Total | Total |
| Saison                | Club                       | Division              | M.          | B.          | M.              | B.              | M.                | B.                | M.         | B.         | Comp.                          | M.                             | B.                             | M.        | B.        | M.    | B.    |
| 2008-2009             | Cheltenham Town (prêt)     | League One (D3)       | 9           | 0           | -               | -               | -                 | -                 | -          | -          | -                              | -                              | -                              | -         | -         | 9     | 0     |
| Sous-total            | Sous-total                 | Sous-total            | 9           | 0           | 0               | 0               | 0                 | 0                 | -          | -          | -                              | 0                              | 0                              | -         | -         | 9     | 0     |
| 2009-2010             | Reading                    | Championship (D2)     | 1           | 0           | -               | -               | 1                 | 0                 | -          | -          | -                              | -                              | -                              | -         | -         | 2     | 0     |
| 2010-2011             | Reading                    | Championship (D2)     | 21          | 1           | 1               | 0               | 2                 | 0                 | -          | -          | -                              | -                              | -                              | -         | -         | 24    | 1     |
| 2011-2012             | Reading                    | Championship (D2)     | 6           | 0           | 1               | 0               | -                 | -                 | -          | -          | -                              | -                              | -                              | -         | -         | 7     | 0     |
| Sous-total            | Sous-total                 | Sous-total            | 27          | 1           | 2               | 0               | 2                 | 0                 | -          | -          | -                              | -                              | -                              | -         | -         | 31    | 1     |
| 2009-2010             | Southampton FC (prêt)      | League One (D3)       | 28          | 3           | 5               | 2               | -                 | -                 | -          | -          | -                              | -                              | -                              | 6         | 2         | 39    | 7     |
| 2011-2012             | Colchester United (prêt)   | League One (D3)       | 15          | 4           | 1               | 0               | -                 | -                 | -          | -          | -                              | -                              | -                              | 1         | 0         | 17    | 4     |
| Sous-total            | Sous-total                 | Sous-total            | 29          | 9           | 1               | 0               | 0                 | 0                 | -          | -          | -                              | 0                              | 0                              | 1         | 0         | 31    | 9     |
| 2011-2012             | Sheffield Wednesday (prêt) | League One (D3)       | 14          | 5           | -               | -               | -                 | -                 | -          | -          | -                              | -                              | -                              | -         | -         | 14    | 5     |
| 2012-2013             | Sheffield Wednesday        | Championship (D2)     | 37          | 8           | 2               | 0               | 3                 | 1                 | -          | -          | -                              | -                              | -                              | -         | -         | 42    | 9     |
| 2013-2014             | Sheffield Wednesday        | Championship (D2)     | 27          | 4           | -               | -               | 1                 | 0                 | -          | -          | -                              | -                              | -                              | -         | -         | 28    | 4     |
| Sous-total            | Sous-total                 | Sous-total            | 78          | 17          | 2               | 0               | 4                 | 1                 | -          | -          | -                              | -                              | -                              | -         | -         | 84    | 18    |
| 2014-2015             | Nottingham Forest          | Championship (D2)     | 46          | 14          | 1               | 0               | 2                 | 1                 | -          | -          | -                              | -                              | -                              | -         | -         | 49    | 15    |
| 2015-2016             | Nottingham Forest          | Championship (D2)     | 4           | 2           | -               | -               | 1                 | 2                 | -          | -          | -                              | -                              | -                              | -         | -         | 5     | 4     |
| Sous-total            | Sous-total                 | Sous-total            | 50          | 16          | 1               | 0               | 3                 | 3                 | -          | -          | -                              | -                              | -                              | -         | -         | 54    | 19    |
| 2015-2016             | West Ham United            | Premier League        | 26          | 8           | 6               | 1               | -                 | -                 | -          | -          | -                              | -                              | -                              | -         | -         | 32    | 9     |
| 2016-2017             | West Ham United            | Premier League        | 29          | 9           | 1               | 0               | 3                 | 0                 | -          | -          | C3                             | 4                              | 0                              | -         | -         | 37    | 9     |
| 2017-2018             | West Ham United            | Premier League        | 21          | 3           | -               | -               | -                 | -                 | -          | -          | -                              | -                              | -                              | -         | -         | 21    | 3     |
| 2018-2019             | West Ham United            | Premier League        | 33          | 6           | 2               | 0               | 3                 | 1                 | -          | -          | -                              | -                              | -                              | -         | -         | 38    | 7     |
| 2019-2020             | West Ham United            | Premier League        | 24          | 10          | 1               | 0               | 1                 | 0                 | -          | -          | -                              | -                              | -                              | -         | -         | 26    | 10    |
| 2020-2021             | West Ham United            | Premier League        | 26          | 10          | 1               | 0               | -                 | -                 | -          | -          | -                              | -                              | -                              | -         | -         | 27    | 10    |
| 2021-2022             | West Ham United            | Premier League        | 36          | 9           | 2               | 1               | -                 | -                 | -          | -          | C3                             | 9                              | 3                              | -         | -         | 47    | 13    |
| 2022-2023             | West Ham United            | Premier League        | 34          | 5           | 2               | 0               | 1                 | 1                 | -          | -          | C4                             | 11                             | 7                              | -         | -         | 48    | 13    |
| 2023-2024             | West Ham United            | Premier League        | 26          | 6           | 3               | 1               | 1                 | 1                 | -          | -          | C3                             | 6                              | 1                              | -         | -         | 36    | 9     |
| 2024-2025             | West Ham United            | Premier League        | 14          | 1           | 0               | 0               | 1                 | 0                 | -          | -          | -                              | -                              | -                              | -         | -         | 15    | 1     |
| Sous-total            | Sous-total                 | Sous-total            | 269         | 67          | 18              | 3               | 10                | 3                 | -          | -          | -                              | 30                             | 11                             | -         | -         | 327   | 84    |
| Total sur la carrière | Total sur la carrière      | Total sur la carrière | 466         | 100         | 28              | 5               | 20                | 7                 | -          | -          | -                              | 30                             | 11                             | 7         | 2         | 551   | 125   |